# Мочуль (Столинский район)
Мочуль (бел. Мачу́ль) — деревня в Столинском районе Брестской области Беларуси. Входит в состав Ремельского сельсовета.

## География

### Гидрография
В 1,4 км на северо-восток от деревни расположено старичное озеро Коровье.

## История
До 4 мая 1981 года деревня входила в состав Ольшанского сельсовета.

## Население

### Численность
- 2019 год — 421 житель

### Динамика
- 2019 год — 421 житель (перепись населения)

## Достопримечательность

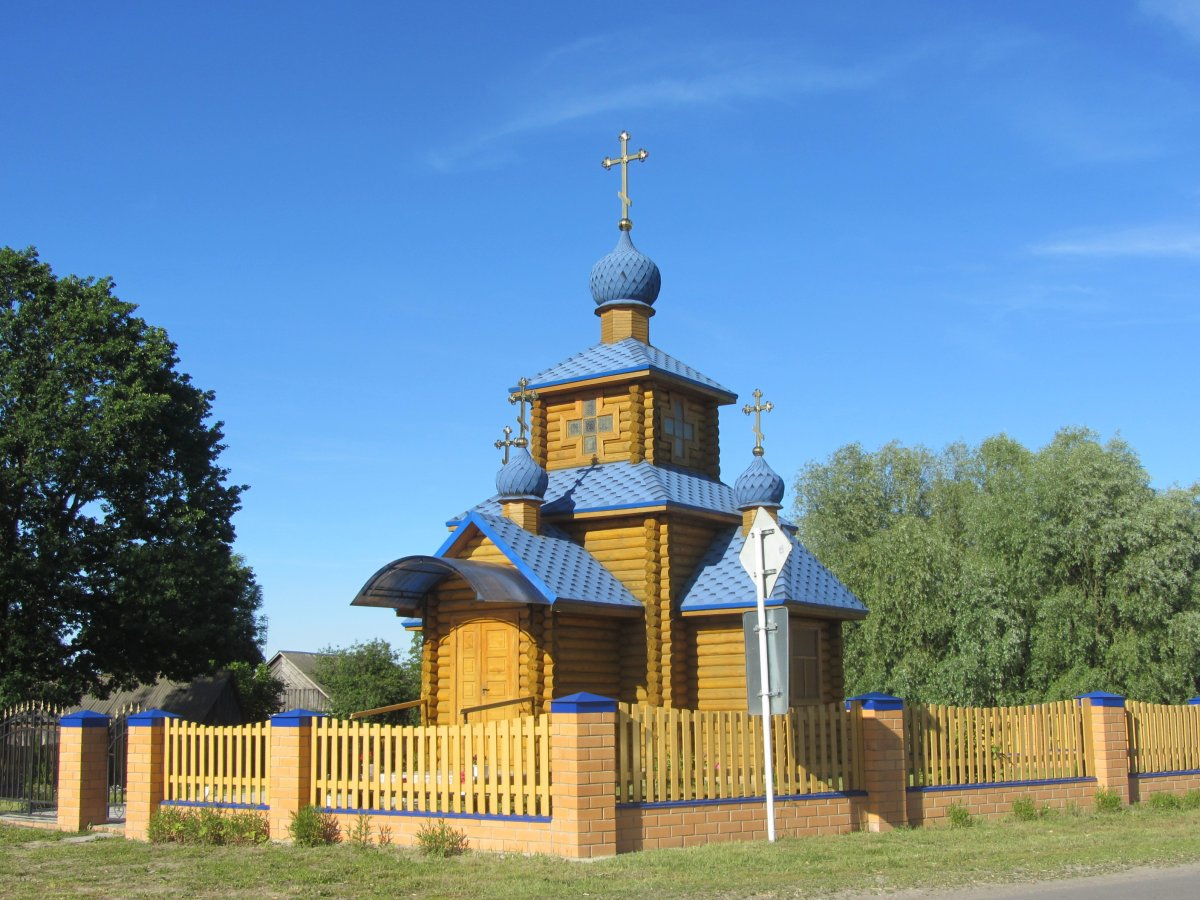
Часовня Покрова Божьей Матери

- Часовня Покрова Божьей МатериЧасовня Покрова Божьей Матери

## Известные лица
- Гриневская, Лидия Владимировна (род. 1965) — белорусский государственный деятель.
- Витун, Емельян Романович (род. 1933) — экономист, кандидат экономических наук, профессор.